# Marcevo
Marcevo (în bulgară Марчево) este un sat  în comuna Gărmen, regiunea Blagoevgrad, Bulgaria.

## Demografie
Componența etnică a satului Marcevo
     Bulgari (91,27%)
     Nicio identificare (8,72%)
     Altele (0%)
La recensământul din 2011, populația satului Marcevo era de 149 locuitori. Din punct de vedere etnic, majoritatea locuitorilor (91,27%) erau bulgari. Pentru 8,72% din locuitori nu este cunoscută apartenența etnică.